# واين (برمجية)
واين (بالإنجليزية: Wine) هو برنامج حر يهدف لتمكين أنظمة التشغيل شبيهة يونيكس من تشغيل البرمجيات التي كتبت لمايكروسوفت ويندوز. يحتوي واين أيضا مكتبة برمجية تسمى واينلب (بالإنجليزية: Winelib) تمكن المطورين من تصريف تطبيقات ويندوز للمساعدة في ملائمتها مع الأنظمة شبيهة يونيكس.
الاسم 'واين' قادم من الاختصار واين إز نوت آن إميولتر (بالإنجليزية: Wine Is Not an Emulator؛ واين ليس محاكيا). أحيانا يكتب بأحرف كبيرة (بالإنجليزية: WINE) أو صغيرة (بالإنجليزية: wine)، لكن مطوري المشروع اتفقوا على توحيد الصيغة بأحرف صغيرة وبادئة كبيرة (بالإنجليزية: Wine).
أطلق مطورو واين الإصدار 1.0 بعد 15 سنة من التطوير، في 17 يونيو 2008.

## التاريخ
في عام 1993 بدأت محاولات تشغيل تطبيقات مايكروسوفت ويندوز على أنظمة يونكس وشبيهتها وتم الاعتماد على مكتبة وابي مفتوحة المصدر التابعة لصن ميكروسيستمز كمحاولة للحصول على إي بي آي الخاص بويندوز كاملا تحت الملكية العامة (الذي أسقطته مايكروسوفت في عام 1996).
كُتب واين في البداية لأنظمة لينكس غير أنّ أنظمة ماك أو.إس وفري بي.إس.دي وسولاريس تدعمه بشكل جيد. واين متاح أيضا لتوزيعات أخرى مثل أوبن بي.إس.دي ونت بي.إس.دي.

## الاستخدام
في مسح أجراه موقع desktoplinux.com على 38500 مستخدم لينكس المكتبي تضمن السؤال "أي من هذه البرامج تستخدم لتشغيل تطبيقات ويندوز على نظام (أنطمة) لينكس المكتبية؟"، أفاد 31,5 ٪ منهم أنهم يستخدمون واين لتشغيل برامج ويندوز، النسبة التي تعد الأعلى من بين كل النسب التي حصلت عليها برامج المحاكاة الأخرى.

## برمجيات الطرف الثالث
بعض البرامج يمكن تشغيلها على واين مباشرة؛ لكن البعض الآخر منها يتطلب تثبيت يدوي لمكتبات ويندوز دي إل إل.

## نسخ واين الأخرى
تهدف نواة واين إلى التشغيل الصحيح للإي بي آي الخاص بالويندوز، غير أن بعض التطبيقات لم تلحق بهذا الأداء. دايركت 3دي على سبيل المثال،‌ لم تعمل بشكل جيد حتى عام 1998  غير أن الإصدارات الحديثة تغلبت على العيوب بشكل متزايد.